# Bulbophyllum vutimenaense
Bulbophyllum vutimenaense är en orkidéart som beskrevs av Beverley Ann Lewis. Bulbophyllum vutimenaense ingår i släktet Bulbophyllum och familjen orkidéer.
Artens utbredningsområde är Vanuatu. Inga underarter finns listade i Catalogue of Life.